# عينطورة (كسروان)
عينطورة هي قرية لبنانية من قرى قضاء كسروان في محافظة جبل لبنان.